# جلان راي هاينز
جلان راي هاينز (بالإنجليزية: Glen Ray Hines)‏ هو لاعب كرة قاعدة أمريكي، ولد في 26 أكتوبر 1943 في إل دورادو في الولايات المتحدة، وتوفي في 1 فبراير 2019 بسبب خرف.

## وصلات خارجية
- جلان راي هاينز على موقع مرجع كرة القدم المحترفة.كوم (الإنجليزية)